# Ctenota efflatouni
Ctenota efflatouni är en tvåvingeart som först beskrevs av Engel 1925.  Ctenota efflatouni ingår i släktet Ctenota och familjen rovflugor.
Artens utbredningsområde är Egypten. Inga underarter finns listade i Catalogue of Life.